# Donelasco
Donelasco è una frazione del comune di Santa Maria della Versa posta a nord del centro abitato.

## Storia
Donelasco fu da sempre parrocchia, e comune fino al 1929.